# القناب
القناب (بالإنجليزية: Al Qanab)‏ هي مستوطنة تقع في قسم اجارود المركزي الريفي (مقاطعة غرمي) في إيران. يقدر عدد سكانها بـ 59 نسمة بحسب إحصاء 2016.